# Johan van Hulst
Johan van Hulst (født 28. januar 1911 i Amsterdam, død 22. marts 2018) var en hollandsk politiker og professor-emeritus i pædagogik. Han bidrog til den konservative og protestantiske kristne union, der senere var forbundet med Christen-Democratisch Appèl. Han var medlem af Europaparlamentet fra 1961 til 1968.